# Stanisław Furgał
Stanisław Furgał (ur. 15 listopada 1917 w Słupcu, zm. 19 lipca 1986) – polski agronom, działacz ruchu ludowego, poseł na Sejm PRL V i VI kadencji.

## Życiorys
Syn Wawrzyńca i Karoliny. Uzyskał wykształcenie średnie, z zawodu agronom. Przed II wojną światową był robotnikiem rolnym i flisakiem na Wiśle. Należał do Stronnictwa Ludowego. W 1937 został członkiem Związku Młodzieży Wiejskiej RP „Wici”, a w lutym 1945 Polskiej Partii Robotniczej (wraz z którą w grudniu 1948 znalazł się w szeregach Polskiej Zjednoczonej Partii Robotniczej). W Komitecie Powiatowym PPR w Dąbrowie Tarnowskiej był instruktorem propagandy (1946–1947) i II sekretarzem (1947–1948). Od września 1948 do grudnia 1949 był I sekretarzem KP PPR i następnie PZPR. W latach 1950–1953 był pracownikiem Wydziału Organizacyjnego Komitetu Centralnego PZPR. Od 1949 do 1951 pełnił funkcję instruktora KC, a w latach 1953–1954 i 1957–1969 sekretarza ds. rolnych Komitetu Wojewódzkiego PZPR w Poznaniu. W 1957 ukończył Szkołę Partyjną przy KC PZPR im. Juliana Marchlewskiego. W 1969 i 1972 uzyskiwał mandat posła na Sejm PRL w okręgach Szamotuły i Poznań. Przez dwie kadencje zasiadał w Komisji Handlu Zagranicznego oraz w Komisji Rolnictwa i Przemysłu Spożywczego, której w trakcie VI kadencji był zastępcą przewodniczącego.
Pochowany na cmentarzu na Junikowie w Poznaniu.

## Odznaczenia
- Order Sztandaru Pracy I klasy
- Order Sztandaru Pracy II klasy (1964)[2]
- Krzyż Komandorski Orderu Odrodzenia Polski
- Odznaka 1000-lecia Państwa Polskiego
- Odznaka honorowa „Za Zasługi w Rozwoju Województwa Poznańskiego”